# Kernkraftwerk Gentilly
Das stillgelegte Kraftwerk Gentilly war das einzige Kernkraftwerk Québecs und liegt in Bécancour, in der Nähe der Stadt Trois-Rivières. Es wurde in mehreren Bauphasen zwischen 1966 und 1983 durch Hydro-Québec, einen Staatsbetrieb der Provinz Québec, gebaut.

## Reaktor Gentilly-1
Gentilly-1 war der Prototyp des CANDU-Siedewasserreaktors, der auf der Grundlage des Designs für einen Siedeschwerwasserreaktor entwickelt wurde. Der Reaktor hatte mehrere neuartige Funktionen, darunter vertikal ausgerichtete Druckrohre und Leicht-Wasser-Kühlmittel. Diese Eigenschaften sollten die Kosten verringern. Er wurde für eine Ausgangsleistung von 250 MW gebaut, mit dieser geringen Leistung und verringerten Kosten erhoffte man sich einen Exportschlager für Entwicklungsländer, diese Erwartungen erfüllten sich jedoch nicht. In sieben Jahren Betriebszeit wurde aufgrund zahlreicher technischer Probleme nur an 180 Tagen Strom ins Netz gespeist, der Reaktor wurde daher stillgelegt.

## Reaktor Gentilly-2
Gentilly-2 war ein Standard-CANDU-Reaktor, ähnlich dem im Kernkraftwerk Point Lepreau. Der Reaktor hatte eine maximale Ausgangsleistung von 638 MW. Anders als sein Vorgänger, Gentilly-1, hatte Gentilly-2 eine exzellente Wartungsbilanz seit seiner Inbetriebnahme 1983. Obwohl er nur 3 % zur Stromproduktion Quebecs beitrug (die Provinz besitzt große Wasserkraftwerke im Norden), wurde am 19. August 2008 bekanntgegeben, dass der Reaktor für 1,9 Mrd. C$ saniert werden und bis ins Jahr 2040 weiterlaufen sollte.
Auf dem Gelände des Reaktors befindet sich ebenfalls eine 500 MW Gasturbine zur Stromerzeugung.
Gentilly 2 wurde am 28. Dezember 2012 endgültig stillgelegt. Damit ist der Reaktor im Kernkraftwerk Point Lepreau in der Provinz New Brunswick, der im selben Jahr in Betrieb genommen wurde wie Gentilly-2, der letzte verbliebene Kanadas, der außerhalb der Provinz Ontario liegt.

## Daten der Reaktorblöcke
Das Kernkraftwerk Gentilly hat insgesamt zwei Blöcke:
| Reaktorblock | Reaktortyp | Netto- leistung | Brutto- leistung | Baubeginn  | Netzsyn- chronisation | Kommer- zieller Betrieb | Abschal- tung |
| ------------ | ---------- | --------------- | ---------------- | ---------- | --------------------- | ----------------------- | ------------- |
| Gentilly-1   | CANDU-SWR  | 250 MW          | 266 MW           | 01.09.1966 | 05.04.1971            | 01.05.1972              | 01.06.1977    |
| Gentilly-2   | CANDU-6    | 635 MW          | 675 MW           | 01.04.1974 | 04.12.1982            | 01.10.1983              | 28.12.2012    |